# Lonneke Slöetjes
Lonneke Slöetjes (Varsseveld, 15 de Novembro de 1990) é uma ex-voleibolista holandesa, que atuava na posição de oposta. Foi considerada uma das melhores jogadoras de sua posição na história de sua seleção nacional.   

## Carreira
Slöetjes começou sua carreira desde as categorias de base da seleção holandesa de vôlei, onde disputou Campeonato Europeu e Mundial. A partir de 2008, Slöetjes jogou nas ligas alemã e italiana. Em 2015, foi eleita a melhor diagonal e MVP da Bundesliga, enquanto jogava pelo Schweriner SC. Após a competição 2014/2015, ela mudou para o campeonato turco, se juntando à equipe do Vakifbank SK de Istambul. No Vakifbank, ganhou vários prêmios  pessoais, incluindo Melhor Oposta da Liga Turca em 2016, melhor diagonal da Liga dos Campeões 2017 e melhor atacante do Campeonato Mundial de Clubes de 2017.
Pelas cores do clube turco, também possui uma medalha de prata e de ouro na Liga dos Campeões nas edições de 2016 e 2017 respectivamente. Sagrou-se campeã da Liga Turca por 3 temporadas, 2015/16, 2017/18 e 2018/19. Pela temporada de 2019/20 assinou com o time italiano Savino del Bene Scandicci, sendo este o último clube profissional onde atou. 
Slöetjes anuncia sua aposentadoria permanente das quadras em fevereiro de 2021, após tirar um ano sabático. 

## Vida Pessoal
Em 20 de julho de 2023, anuncia sua gravidez. Em dezembro de 2023 anuncia o nascimento de seu primeiro filho, um menino. 

## Clubes
| Clube                     | De        | A         |
| ------------------------- | --------- | --------- |
| Longa '59 Lichtenvoorde   | 2006-2007 | 2008-2009 |
| Heutink Pollux            | 2009-2010 | 2010-2011 |
| USC Münster               | 2011-2012 | 2012-2013 |
| Busto Arsizio             | 2013-2014 | 2013-2014 |
| Schweriner SC             | 2014-2015 | 2014-2015 |
| VakifBank Istambul        | 2015-2016 | 2018-2019 |
| Savino Del Bene Scandicci | 2019-2020 | 2019-2020 |

## Premiações individuais
- Montreux Volley Masters 2015"Melhor Oposta
- 2015 European Championship "Melhor Oposta"
- Torneio Pré-Olímpico Europeu 2016 "Melhor Oposta"
- Torneio Pré Olímpico Mundial 2016 "Melhor Oposta"[2]
- Grand Prix 2016 "Melhor Oposta"